# Крёбе, Шарль Фредерик
Шарль Фредерик Крёбе́ (фр. Charles-Frédéric Kreubé; 5 ноября 1777, Люневиль — 1846, Сен-Дени) — французский скрипач, дирижёр и композитор.
Ученик Родольфа Крейцера.
Автор комических опер «Кузнец из Бассора» (фр. Le Forgeron de Bassora; 1813), «Наследница» (фр. L'Héritière; 1817), «Молодая тётушка» (фр. La Jeune Tante; 1820), «Офицер и крестьянин» (фр. L'Officier et le paysan; 1824), «Дети мэтра Пьера» (фр. Les Enfants de Maître Pierre; 1825), «Посмертное письмо» (фр. La Lettre posthume; 1827, по позднему роману Вальтера Скотта «Редгаунтлет») и др. Часто писал в соавторстве: с Луи Бартелеми Прадером — «Философ в дороге» (фр. Le Philosophe en voyage; 1821) и «Цветочница Женни» (фр. Jenny la Bouquetière; 1823), с Родольфом Крейцером — «Редингот и парик» (фр. La Redingote et la perruque; 1815, либретто Эжена Скриба) и «Рай по Магомету» (фр. Le Paradis de Mahomet; 1822).